# 桑切斯將軍山省
桑切斯將軍山省（西班牙語：Provincia de General Sánchez Cerro），是秘魯的省份，位於該國南部莫克瓜大區，首府是奧馬特，始建於1936年4月3日，海拔高度2,166米，面積5,682平方公里，2005年人口25,809，人口密度每平方公里4.54人。